# Souvi
Souvi è uno degli undici comuni del dipartimento di Sélibabi, situato nella regione di Guidimagha in Mauritania. Contava 5.091 abitanti nel censimento della popolazione del 2000.